# Manchester City FC
Manchester City FC (celým názvem: Manchester City Football Club) je  anglický fotbalový klub, který sídlí v Manchesteru ve stejnojmenném metropolitním hrabství Greater Manchester. Založen byl v roce 1880 pod názvem St. Mark's (West Gorton) FC. Od sezóny 2002/03 působí v Premier League (nejvyšší soutěž v Anglii). Klubové barvy jsou nebeská modrá a bílá.
Své domácí zápasy odehrává na Etihad Stadium (přejmenováno v červenci 2011 z City of Manchester Stadium) s kapacitou 55 097 diváků.

## Historie
Založen byl již roku 1880 pod názvem St. Mark's (West Gorton) a ten současný získal v roce 1894. Jedno z nejúspěšnější období se datuje na přelom 60. a 70. let. kdy klub vyhrál nejen všechny tři dlouhodobě se hrající domácí soutěže (+ superpohár), ale triumfoval i v Pohár vítězů pohárů (1970). Celkem pak má z domácích trofejí na kontě devět anglických titulů (1937, 1968, 2012, 2014, 2018, 2019, 2021, 2022, 2023), sedmkrát triumfoval v FA Cupu (1904, 1934, 1956, 1969, 2011, 2019, 2023), osmkrát v Ligovém poháru (1970, 1976, 2014, 2016, 2018, 2019, 2020, 2021) a šestkrát v Community Shield.
Na konci ročníku anglické ligy 1973/74 se v posledním kole Citizens představili na půdě svého rivala United, který potřeboval nutně zvítězit a vyhnout se tak sestupu. V mužstvu nastoupil k poslednímu zápasu v kariéře mimo jiné útočník Denis Law, více než 10 let fotbalista Manchesteru United, který s ním před sezónou už spolupráci neprodloužil. Law se tak vrátil do klubu, ve kterém začínal. Šest minut před koncem byl stav 0:0, ale protiútok City vedený „Frannym“ Leem dostal balón k 34letému Lawovi a ten vstřelil rozhodující branku. Zatímco příznivci United se začali bouřit, aby vzápětí vtrhli na hřiště, což přimělo rozhodčí zápas ukončit, Law branku neslavil a odešel do útrob stadionu Old Trafford.
V ročníku 2011/12 si klub vybojoval první účast v novodobé podobě Ligy mistrů, kam dokráčel pod vedením manažera Citizens Roberta Manciniho. Tento bývalý manažer Fiorentiny, či Interu Milán v prosinci roku 2009 nahradil ve funkci manažera klubu Marka Hughese. V létě 2013 přišel do klubu nový manažer Manuel Pellegrini, který přišel ze španělské Málagy. Vlastníkem je miliardářská společnost sídlící ve Spojených arabských emirátech Abu Dhabi United Group patřící Sulaiman Al-Fahimu a Khaldoon Al Mubarakovi.

### Éra Manuela Pellegriniho (2013–2016)

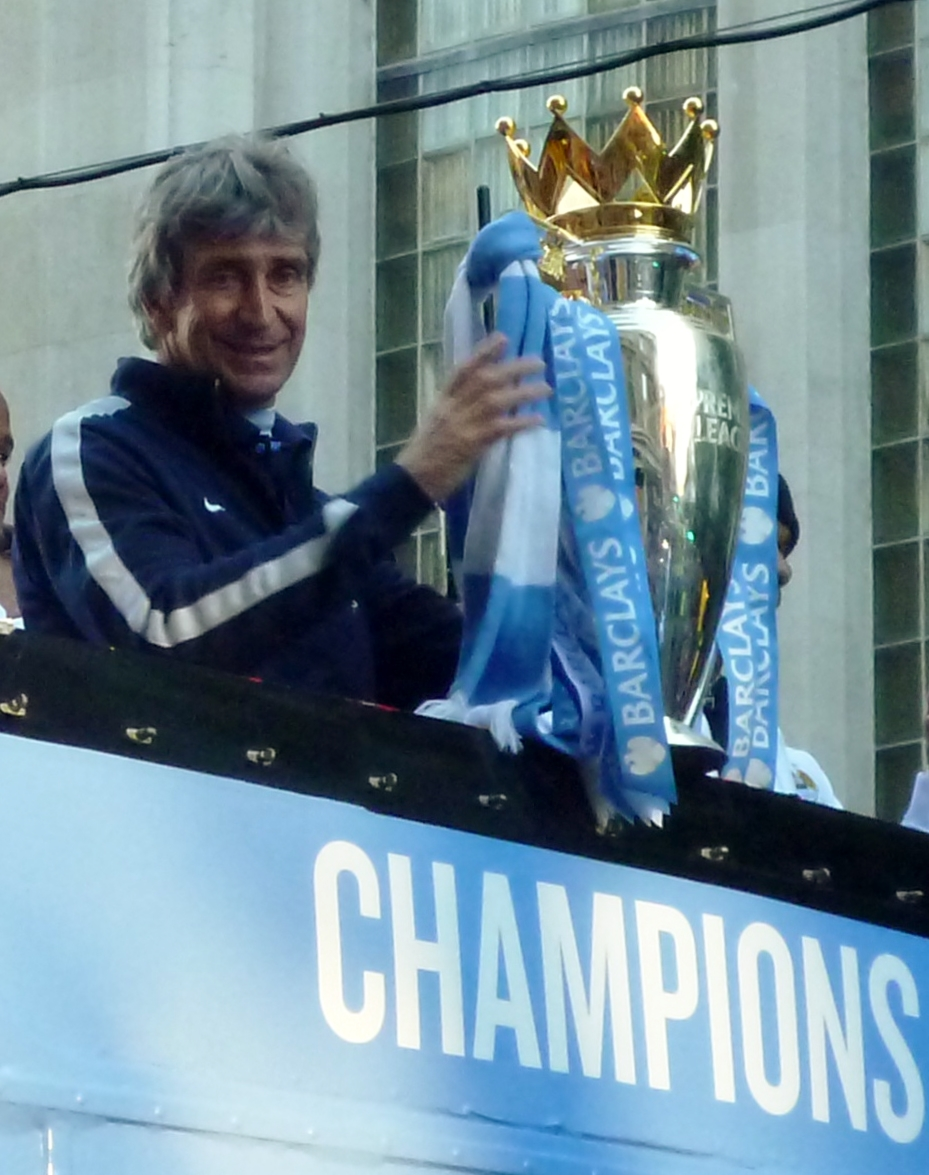
Manuel Pellegrini během oslav mistrovského titulu

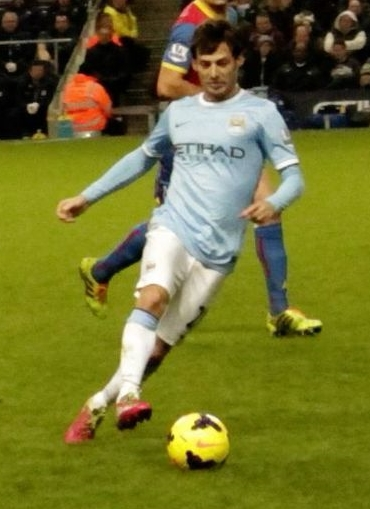
Záložník, tvůrce hry a španělský reprezentant David Silva v prosinci 2013 proti Crystal Palace

Během letních měsíců v roce 2013 se stal trenérem Manuel Pellegrini. Naplňování ambicí mělo podpořit utrácení za posily dosahující už  srpnu 2013 částky 90 milionů anglických liber.
Za vynaložené peníze dorazili brazilský defenzivní záložník Fernandinho, španělský křídelník Jesús Navas a dva útočníci: další Španěl Álvaro Negredo a Stevan Jovetić z Černé Hory. Tato dvojice měla zastoupit odchozí dvojici útočníků, kterými byli Carlos Tévez a Mario Balotelli.
O obránce Kompanyho projevily zájem další velkokluby (Barcelona, PSG), hráč a opora obrany však v klubu zůstal. Bohatý klub stále čekal na výraznější úspěch na evropském poli, úsilí mělo být vynaloženo rovněž na zisk mistrovského titulu. Obdobně jako u City i konkurenční Manchester United a Chelsea obsadili pozici trenéra novou tváří (v případě Chelsea staronovou).
Situace na vrcholu tabulky se v průběhu sezóny měnila, nakonec ale Pellegrini druhý titul v rámci novodobé Premier League vybojoval.
Mužstvo platilo za jednoho z favoritů, vstřelilo 102 ligových branek a v předposledním 37. kole předskočilo Liverpool, zatímco rival Manchester United se nevyrovnal s odchodem Alexe Fergusona.
Prvenství šlo mužstvo naproti v závěru sezóny, když vyhrálo pět závěrečných zápasů včetně zápasu posledního 38. kola doma proti West Ham United 2:0, byť zde stačila i remíza.
Úspěšné březnové finále Ligového poháru vyústilo společně s ligovým triumfem v tzv. double.
Středopolař Yaya Touré se stal nejlepším střelcem týmu v Premier League, vstřelil 20 branek.
Období letní pauzy klub využil ke sjednání přestupu dvojice obránců: jako volný hráč se City upsal Bacary Sagna schopný hrát ve středu i na kraji obrany. Druhým příchozím obráncem byl Eliaquim Mangala, jehož Manchester City odkoupil za částku okolo 32 milionů liber.
Ten se měl stát náhradou za stárnoucího 33letého stopera Martína Demichelise.
O pozici brankářské jedničky namísto Joea Harta měl nově usilovat Willy Caballero. Dočasně se City upsal také 36letý záložník Frank Lampard, kterému Chelsea již neprodloužila smlouvu.
Utrácení za posily omezovalo FFP zavedené fotbalovou organizací UEFA jako překážka pro „bezhlavé“ utrácení ze strany bohatých klubových majitelů. Právě porušení pravidel FFP připravilo klub o jedno místo na soupisce pro Ligu mistrů.
Po dvou vítězstvích na úvod nového ročníku Premier League se tým střetl na konci srpna doma se Stoke City, tedy týmem, který na stadionu Etihad ještě nikdy nevstřelil branku v rámci nového ligového formátu začínajícího rokem 1992.
Domácí vzdor statistikám prohráli 0:1 gólem Dioufa. Útočník Sergio Agüero mužstvo výkonnostně táhl zaznamenajíc 31 gólů za 41 zápasů napříč všemi soutěžemi a City se tak část sezóny drželo v dosahu Chelsea, jíž José Mourinho při svém druhém angažmá vedl k titulu.
Prvního dne roku 2015 se Citizens chopili prvního místa vítězstvím 3:2 nad Sunderlandem, toto umístění však záhy ztratili a v průběhu jarní části nezabránili několika porážkám, včetně té na půdě Manchesteru United po výsledku 2:4. Přítomnost Lamparda pokračovala nad plán, záložník zůstal do konce sezóny a zahrál si celkem ve 37 zápasech.
Jelikož předchozí sezóna nepřinesla jedinou trofej a kluboví představitelé se rozhodli vyjednat příchod Pepa Guardioly pro příští rok, mělo jít o Pellegriniho třetí a poslední ročník v roli kouče.
Posilou předních řad se stal křídelní útočník Raheem Sterling, za něhož klub zaplatil částku 49 milionů liber. Možnosti kádru dále rozšířil záložník Fabian Delph, odešli naopak angličtí fotbalisté Micah Richards a James Milner.
Na úvod vedl chilský trenér Citizens napříč pěti ligovými výhrami za sebou aniž by tým inkasoval, poté však přišla domácí prohra s West Ham United, první z pěti domácích proher v Premier League v sezóně 2015/16.
Vzápětí Pellegrini prohrál v Londýně s Tottenhamem 1:4. Podzimní výsledky včetně výher 6:1 nad Newcastle United a 2:1 nad Norwich City posunuly mužstvo nakrátko do čela tabulky. Jenže další podzimní výkony vyúsťující v prohry proti Liverpoolu, Stoke a Arsenalu sesunuly tým níž. V únoru zavítal na Etihad Stadium nečekaný lídr tabulky Leicester a odvezl si odsud tři body, Citizens tak nevyužili možnost znovu se ujmout čela a namísto toho prohráli 1:3.
V rámci Ligového poháru (pojmenovaného Capital One Cup) mezitím dokráčeli do finále, kde v penaltovém rozstřelu uspěli proti Liverpoolu a vybojovali jediný pohár v sezóně. Byly to góly Sergia Agüera (celkově 24 v lize) co přispěly k zisku čtvrtého místa zajišťujícího Ligu mistrů a jistotu takového umístění si tým vybojoval až v posledním 38. kole po remíze 1:1 proti Swansea. To se trefil mladý nigerijský útočník Kelechi Iheanacho s 8 ligovými góly celkem.
Proti čtveřici na konci nejlépe umístěných mužstev (Leicester, Arsenal, Tottenham a Manchester United) měli Citizens bilanci pěti proher a tří remíz.

### Éra Pepa Guardioly (2016–dnes)

Trenér Josep Guardiola vede Manchester City FC od léta roku 2016

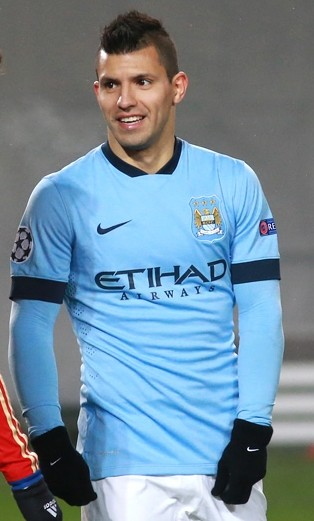
Sergio Agüero, který již ukončil kariéru - jeden z nejznámějších hráčů Manchesteru City FC

Manchester City v létě 2016 uvítal trenéra Pepa Guardiolu, který měl klubu přinést obdobné úspěchy jako ty zaznamenané v Barceloně a Bayernu Mnichov. Boj o titul měl kouči zkomplikovat příchod jiných renomovaných koučů do Premier League (Klopp v Liverpoolu, Conte v Chelsea, Mourinho v Manchesteru United).
Několikaletou zatím nenaplněnou ambicí byl také pokrok v rámci Ligy mistrů UEFA.
Ligový start připsal Citizens na konto několik výher za sebou. Začátkem prosince potvrdila své mistrovské ambice Conteho Chelsea, která na Etihad Stadium zvítězila 3:1. Dramatický zápas nikoliv skoupý na kontroverze domácí fotbalisté v závěru nezvládli a Agüero a Fernandinho byli vyloučeni.
Ve své první sezóně si Citizens uzurpovali třetí příčku, titul brala Chelsea. Vyššímu umístění nekonzistentní výsledky obzvláště s lepšími týmy jako prosincová porážka na hřišti Leicesteru 2:4 těsně po domácí porážce s Chelsea, lednová porážka 0:4 na Evertonu či březnová domácí remíza s Liverpoolem.
Guardiolovo rozhodnutí přivést chilského brankáře Claudia Brava (za částku 17 milionů £) namísto dlouholeté jedničky Joea Harta též sehrálo roli – Bravovy výkony byly zklamáním a dokonce se dočkal ironického potlesku od vlastních fanoušků.
V ročníku 2017/18 se Guardiolovi svěřenci zaskvěli a získali mistrovský titul ziskem 100 bodů (rekord v Premier League od jejího vzniku) a náskokem 19 bodů nad druhými United.
Projevila se ofenzivní síla týmu (106 branek – rovněž rekord) stavějící na kvalitách středopolaře Kevina De Bruyneho a tvořivého Davida Silvy. Křídelní prostory představovali hrozbu pro soupeře díky přítomnosti Leroye Saného a Raheema Sterlinga.
Od ligového startu zaznamenalo mužstvo řadu 22 zápasů bez porážky, ba řadu 18 vyhraných zápasů v řadě mezi srpnem a prosincem. Přes polovinu zápasů (21 ze 38) nastříleli Agüero a spol. více než tři branky.
Již v září se Citizens uvedli výhrou nad obhájcem Chelsea 1:0 na Stamford Bridge.
Konečný počet proher čítal dvě – jednak lednovou na Liverpoolu 3:4 a jednak prohru 2:3 doma s městským rivalem United, kdy Citizens neudrželi vedení 2:0 a zmeškali tak příležitost slavit titul před domácími fanoušky a fanoušky úhlavního rivala.
Vedle Premier League opanovalo mužstvo Carabao Cup.
Anglické konkurenci se nepodařilo City zastavit ani v sezóně 2018/19, ačkoliv zdatným sokem se ukázal být Liverpool Jürgena Kloppa. Po deseti letech se v anglickém fotbale podařilo mužstvu obhájit titul, pro klub z Manchesteru třetí během šesti let. Mužstvo nedoznalo podstatných změn – posila v podobě tvořivého záložníka Rijáda Mahrize za částku 60 milionů liber byla spíše rozšířením kádru pro boj na několika frontách.
Již začátkem srpna 2018 mohli hráči City slavit, když přehráli Chelsea 2:0 v utkání o Community Shield (anglický superpohár). Zde vložil trenér Guardiola důvěru v 18letého talentovaného záložníka Phila Fodena a v průběhu roku mu dal i další příležitosti.
Na úvod ligy City vyhráli na stadionu Arsenalu 2:0 a znovu se stali v útoku potentním týmem – v konečné tabulce měli v kolonce 95 nastřílených branek.
Mimo tradičních opor jako byli Agüero nebo Sterling se vzedmul Bernardo Silva, jeden z objevů sezóny.
Agüero se stal útočníkem s 20 vstřelenými ligovými brankami v páté po sobě jdoucí sezóně.
Naproti tomu Liverpool se stal nejlépe bránícím týmem a první střet obou týmů v říjnu na Anfield Road skončilo remízou 0:0, přičemž Mahriz neproměnil penaltu. Během prosince se objevila výsledková krize. Nejprve fotbalisté City nestačili venku na Chelsea vedenou Mauriziem Sarrim 0:2 a později doma prohráli 2:3 s Crystal Palace. Po Crystal Palace přišla porážka 1:2 na půdě Leicesteru City.
První příčky se tak ujmul Liverpool, ten ale na začátku roku 2019 prohrál na stadionu City 1:2. Střední obránce City John Stones si připsal klíčový zákrok, když před brankovou čarou zabránil eventuálnímu gólu Liverpoolu na 1:0.
Guardiola utrpěl ještě prohru v Newcastlu, ale od této prohry na konci ledna zaznamenali Citizens řadu 14 vítězství do konce sezóny a vybojovali první místo o bod před Liverpoolem se ziskem 98 bodů (o 2 méně než předchozí rok).
Vedle Premier League se City zúčastnilo dvou finále anglických pohárů. Nejprve v únoru v penaltovém rozstřelu překonalo Chelsea a získalo ligový pohár neboli EFL Cup (nebo také Carabao Cup) a v květnu vyhrálo 6:0 nad Watfordem, čímž získalo FA Cup. Bylo to poprvé, co se v Anglii podařilo nějakému klubu získat domácí treble.
Ziskem FA Cupu se se City rozloučil dlouholetý kapitán Vincent Kompany. V sezoně 2022/2023 se Manchesteru City podařilo vyhrát Premier League, FA Cup a Ligu mistrů, když ve finále v Istanbulu porazil Inter Milán 1:0 gólem Rodriho v 68. minutě a zkompletovali tzv. Treble jako osmý evropský klub v historii. 

## Historické názvy
Zdroj: 
- 1880 – St. Mark's (West Gorton) FC (St. Mark's (West Gorton) Football Club)
- 1887 – Ardwick AFC (Ardwick Association Football Club)
- 1894 – Manchester City FC (Manchester City Football Club)

## Získané trofeje

### Vyhrané domácí soutěže
- First Division / Premier League ( 10× )
  - 1936/37, 1967/68, 2011/12, 2013/14[28], 2017/18[29], 2018/19[30], 2020/21, 2021/22, 2022/23, 2023/24
- FA Cup ( 7× )
  - 1903/04, 1933/34, 1955/56, 1968/69, 2010/11, 2018/19, 2022/23
- EFL Cup ( 8× )
  - 1969/70, 1975/76, 2013/14, 2015/16, 2017/18, 2018/19,[31] 2019/20, 2020/21
- Community Shield ( 7× )
  - 1937, 1968, 1972, 2012, 2018, 2019, 2024[32]

### Vyhrané mezinárodní soutěže
- Pohár vítězů pohárů ( 1× )
  - 1969/70[33]
- Liga Mistrů ( 1× )
  - 2022/23
- Superpohár UEFA ( 1× )
  - 2022/23
- Mistrovství světa ve fotbale klubů ( 1× )
  - 2023

## Soupiska

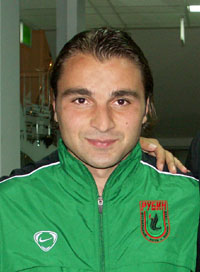
Georgi Kinkladze zde hrál v 90. letech

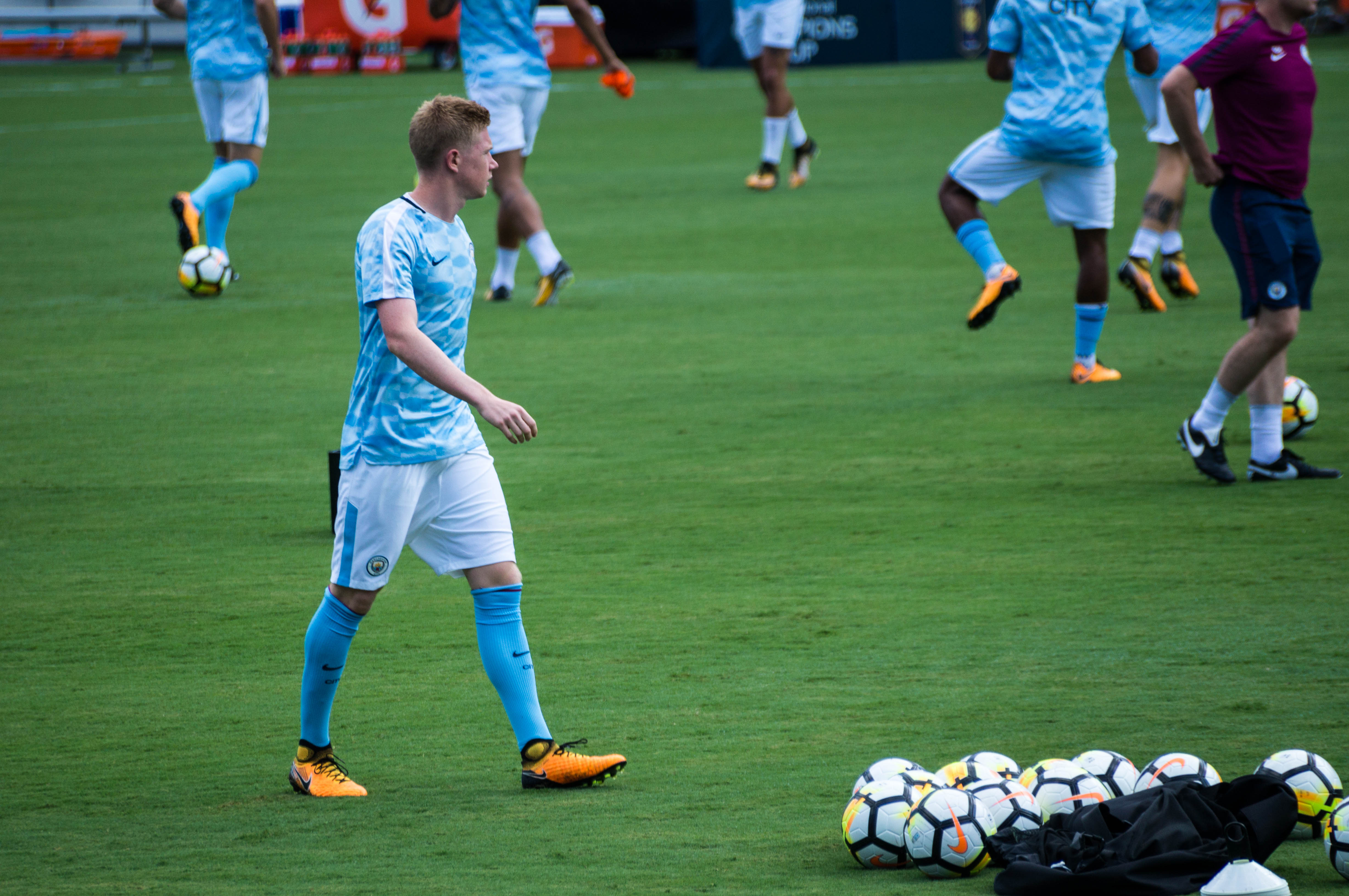
Belgický záložník Kevin De Bruyne patří k oporám mužstva

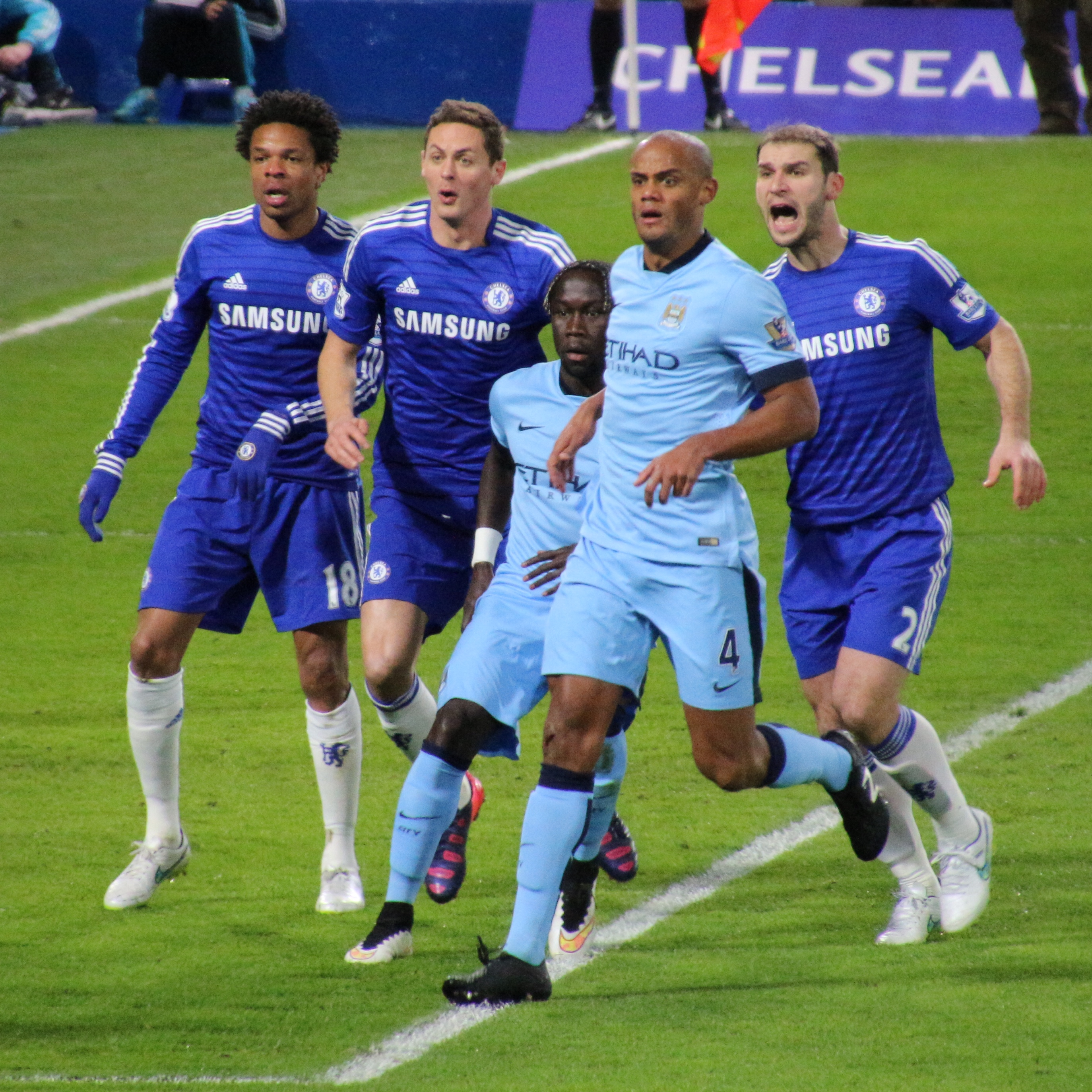
Dlouholetý obránce a kapitán Vincent Kompany (č. 4) a za ním Bacary Sagna v náběhu do obrany Chelsea

### Současná soupiska
Aktuální k datu: 4. září 2023
| Číslo |             | Pozice | Hráč                              |
| ----- | ----------- | ------ | --------------------------------- |
| 2     | Anglie      | O      | Kyle Walker (zástupce kapitána)   |
| 3     | Portugalsko | O      | Rúben Dias (2. zástupce kapitána) |
| 4     | Anglie      | Z      | Kalvin Phillips                   |
| 5     | Anglie      | O      | John Stones                       |
| 6     | Nizozemsko  | O      | Nathan Aké                        |
| 8     | Chorvatsko  | Z      | Mateo Kovačić                     |
| 9     | Norsko      | Ú      | Erling Haaland                    |
| 10    | Anglie      | Ú      | Jack Grealish                     |
| 11    | Belgie      | Ú      | Jérémy Doku                       |
|       |             |        |                                   |
| 16    | Španělsko   | Z      | Rodri                             |
| 17    | Belgie      | Z      | Kevin De Bruyne (kapitán)         |

| Číslo |             | Pozice | Hráč           |
| ----- | ----------- | ------ | -------------- |
| 18    | Německo     | B      | Stefan Ortega  |
| 19    | Argentina   | Ú      | Julián Álvarez |
| 20    | Portugalsko | Z      | Bernardo Silva |
| 21    | Španělsko   | O      | Sergio Gómez   |
| 24    | Chorvatsko  | O      | Joško Gvardiol |
| 25    | Švýcarsko   | O      | Manuel Akanji  |
| 27    | Portugalsko | Z      | Matheus Nunes  |
| 31    | Brazílie    | B      | Ederson        |
| 33    | Anglie      | B      | Scott Carson   |
| 47    | Anglie      | Z      | Phil Foden     |
| 82    | Anglie      | Z      | Rico Lewis     |

### Na hostování
| Číslo |             | Pozice | Hráč                                               |
| ----- | ----------- | ------ | -------------------------------------------------- |
|       | Portugalsko | O      | João Cancelo (v Barceloně do konce sezóny 2023/24) |

### Realizační tým
| Trenérský tým    | Trenérský tým     |
| Pozice           | Jméno             |
| ---------------- | ----------------- |
| Hlavní trenér    | Pep Guardiola     |
| Asistent trenéra | Juan Manuel Lillo |
| Asistent trenéra | Brian Kidd        |
| Asistent trenéra | Rodolfo Borrell   |
| Trenér brankářů  | Xabier Mancisidor |

### Významní hráči
- Alan Oakes (1959–1976)
- Mike Summerbee (1965–1975)
- Colin Bell (1966–1979)
- Francis Lee (1967–1974)
- Niall Quinn (1990–1996)
- Richard Dunne (2000–2009)
- Bert Trautmann (1949–1964)
- Uwe Rösler (1994–1998)
- David Silva (2010–2020)
- Vincent Kompany (2008–2019)
- Kevin De Bruyne (od 2015)
- Edin Džeko (2011–2015)
- Georgi Kinkladze (1995–1998)
- Sergio Agüero (2011-2021)
- Carlos Tévez (2009–2013)
- Pablo Zabaleta  (2008–2017)
- Yaya Touré (2010–2018)
- Erling Haaland (2022–)
- İlkay Gündoğan (2016-2023)

## Trenéři
| Období od          | Období do          | Trenér                                                                                         |
| ------------------ | ------------------ | ---------------------------------------------------------------------------------------------- |
| 9. října 1980      | 16. října 1980     | Tony Book                                                                                      |
| 1. listopadu 1980  | 3. února 1983      | John Bond                                                                                      |
| 3. února 1983      | 7. června 1983     | John Benson                                                                                    |
| 30. června 1983    | 20. září 1986      | Billy McNeill                                                                                  |
| 21. září 1986      | 30. června 1987    | Jimmy Frizzell                                                                                 |
| 1. července 1987   | 29. listopadu 1989 | Mel Machin                                                                                     |
| 29. listopadu 1989 | 5. prosince 1989   | Tony Book                                                                                      |
| 6. prosince 1989   | 5. listopadu 1990  | Howard Kendall                                                                                 |
| 11. listopadu 1990 | 25. srpna 1993     | Peter Reid                                                                                     |
| 26. srpna 1993     | 27. srpna 1993     | Tony Book                                                                                      |
| 28. srpna 1993     | 30. června 1995    | Brian Horton                                                                                   |
| 1. července 1995   | 26. srpna 1996     | Alan Ball                                                                                      |
| 26. srpna 1996     | 7. října 1996      | Asa Hartford                                                                                   |
| 7. října 1996      | 8. listopadu 1996  | Steve Coppell                                                                                  |
| 9. listopadu 1996  | 28. prosince 1996  | Phil Neal                                                                                      |
| 29. prosince 1996  | 17. února 1998     | Frank Clark                                                                                    |
| 18. února 1998     | 21. května 2001    | Joe Royle                                                                                      |
| 1. července 2001   | 11. března 2005    | Kevin Keegan                                                                                   |
| 21. března 2005    | 14. května 2007    | Stuart Pearce                                                                                  |
| 6. července 2007   | 2. června 2008     | Sven-Göran Eriksson                                                                            |
| 1. července 2008   | 19. prosince 2009  | Mark Hughes                                                                                    |
| 20. prosince 2009  | 13. května 2013    | Roberto Mancini                                                                                |
| 14. května 2013    | 24. června 2013    | Brian Kidd (dočasný trenér, od roku 2010 mimo jiné asistent zde od té doby působících trenérů) |
| 24. června 2013    | 30. června 2016    | Manuel Pellegrini                                                                              |
| 1. července 2016   |                    | Pep Guardiola                                                                                  |

## Umístění v jednotlivých sezonách
Stručný přehled
Zdroj: 
- 1891–1892: Football Alliance
- 1892–1899: Football League Second Division
- 1899–1902: Football League First Division
- 1902–1903: Football League Second Division
- 1903–1909: Football League First Division
- 1909–1910: Football League Second Division
- 1910–1926: Football League First Division
- 1926–1928: Football League Second Division
- 1928–1938: Football League First Division
- 1938–1947: Football League Second Division
- 1947–1950: Football League First Division
- 1950–1951: Football League Second Division
- 1951–1963: Football League First Division
- 1963–1966: Football League Second Division
- 1966–1983: Football League First Division
- 1983–1985: Football League Second Division
- 1985–1987: Football League First Division
- 1987–1989: Football League Second Division
- 1989–1992: Football League First Division
- 1992–1996: Premier League
- 1996–1998: Football League First Division
- 1998–1999: Football League Second Division
- 1999–2000: Football League First Division
- 2000–2001: Premier League
- 2001–2002: Football League First Division
- 2002– : Premier League

Jednotlivé ročníky
Zdroj: 
Legenda: Z - zápasy, V - výhry, R - remízy, P - porážky, VG - vstřelené góly, OG - obdržené góly, +/- - rozdíl skóre, B - body, červené podbarvení - sestup, zelené podbarvení - postup, fialové podbarvení - reorganizace, změna skupiny či soutěže
| Anglie (1891 – )                                          |                   |        |    |    |    |    |     |     |     |     |        |
| Sezóny                                                    | Liga              | Úroveň | Z  | V  | R  | P  | VG  | OG  | +/- | B   | Pozice |
| 1891/92                                                   | Football Alliance | –      | 22 | 6  | 6  | 10 | 39  | 51  | -12 | 18  | 7.     |
| 1892/93                                                   | Second Division   | 2      | 22 | 9  | 3  | 10 | 45  | 70  | +5  | 21  | 5.     |
| 1893/94                                                   | Second Division   | 2      | 28 | 8  | 2  | 18 | 47  | 71  | -24 | 18  | 13.    |
| 1894/95                                                   | Second Division   | 2      | 30 | 14 | 3  | 13 | 82  | 72  | +30 | 31  | 9.     |
| 1895/96                                                   | Second Division   | 2      | 30 | 21 | 4  | 5  | 63  | 38  | +25 | 46  | 2.     |
| 1896/97                                                   | Second Division   | 2      | 30 | 12 | 8  | 10 | 58  | 50  | +8  | 32  | 6.     |
| 1897/98                                                   | Second Division   | 2      | 30 | 15 | 9  | 6  | 66  | 36  | +30 | 39  | 3.     |
| 1898/99                                                   | Second Division   | 2      | 34 | 23 | 6  | 5  | 92  | 35  | +47 | 52  | 1.     |
| 1899/00                                                   | First Division    | 1      | 34 | 13 | 8  | 13 | 50  | 44  | +6  | 34  | 7.     |
| 1900/01                                                   | First Division    | 1      | 34 | 13 | 6  | 15 | 48  | 58  | -10 | 32  | 11.    |
| 1901/02                                                   | First Division    | 1      | 34 | 11 | 6  | 17 | 42  | 58  | -16 | 28  | 18.    |
| 1902/03                                                   | Second Division   | 2      | 34 | 25 | 4  | 5  | 95  | 29  | +66 | 54  | 1.     |
| 1903/04                                                   | First Division    | 1      | 34 | 19 | 6  | 9  | 71  | 45  | +26 | 44  | 2.     |
| 1904/05                                                   | First Division    | 1      | 34 | 20 | 6  | 8  | 66  | 37  | +29 | 46  | 3.     |
| 1905/06                                                   | First Division    | 1      | 38 | 19 | 5  | 14 | 73  | 54  | +19 | 43  | 5.     |
| 1906/07                                                   | First Division    | 1      | 38 | 10 | 12 | 16 | 53  | 77  | -24 | 32  | 17.    |
| 1907/08                                                   | First Division    | 1      | 38 | 16 | 11 | 11 | 62  | 54  | +8  | 43  | 3.     |
| 1908/09                                                   | First Division    | 1      | 38 | 15 | 4  | 19 | 67  | 69  | -2  | 34  | 19.    |
| 1909/10                                                   | Second Division   | 2      | 38 | 23 | 8  | 7  | 81  | 40  | +41 | 54  | 1.     |
| 1910/11                                                   | First Division    | 1      | 38 | 9  | 13 | 16 | 43  | 58  | -15 | 31  | 17.    |
| 1911/12                                                   | First Division    | 1      | 38 | 13 | 9  | 16 | 56  | 58  | -2  | 35  | 15.    |
| 1912/13                                                   | First Division    | 1      | 38 | 18 | 8  | 12 | 53  | 37  | +16 | 44  | 6.     |
| 1913/14                                                   | First Division    | 1      | 38 | 14 | 8  | 16 | 51  | 53  | -2  | 36  | 13.    |
| 1914/15                                                   | First Division    | 1      | 38 | 15 | 13 | 10 | 49  | 39  | +10 | 43  | 5.     |
| V letech 1915 až 1918 se nehrála žádná pravidelná soutěž. |                   |        |    |    |    |    |     |     |     |     |        |
| 1919/20                                                   | First Division    | 1      | 42 | 18 | 9  | 15 | 71  | 62  | +9  | 45  | 7.     |
| 1920/21                                                   | First Division    | 1      | 42 | 24 | 6  | 12 | 70  | 50  | +20 | 54  | 2.     |
| 1921/22                                                   | First Division    | 1      | 42 | 18 | 9  | 15 | 65  | 70  | -5  | 45  | 10.    |
| 1922/23                                                   | First Division    | 1      | 42 | 17 | 11 | 14 | 50  | 49  | +1  | 45  | 8.     |
| 1923/24                                                   | First Division    | 1      | 42 | 15 | 12 | 15 | 54  | 71  | -17 | 42  | 11.    |
| 1924/25                                                   | First Division    | 1      | 42 | 17 | 9  | 16 | 76  | 68  | +8  | 43  | 10.    |
| 1925/26                                                   | First Division    | 1      | 42 | 12 | 11 | 19 | 89  | 100 | -11 | 35  | 21.    |
| 1926/27                                                   | Second Division   | 2      | 42 | 22 | 10 | 10 | 108 | 61  | +47 | 54  | 3.     |
| 1927/28                                                   | Second Division   | 2      | 42 | 25 | 9  | 8  | 100 | 59  | +41 | 59  | 1.     |
| 1928/29                                                   | First Division    | 1      | 42 | 18 | 9  | 15 | 95  | 86  | +9  | 45  | 8.     |
| 1929/30                                                   | First Division    | 1      | 42 | 19 | 9  | 14 | 91  | 81  | +10 | 47  | 3.     |
| 1930/31                                                   | First Division    | 1      | 42 | 18 | 10 | 14 | 75  | 70  | +5  | 46  | 8.     |
| 1931/32                                                   | First Division    | 1      | 42 | 13 | 12 | 17 | 83  | 73  | +10 | 38  | 14.    |
| 1932/33                                                   | First Division    | 1      | 42 | 16 | 5  | 21 | 68  | 71  | -3  | 37  | 16.    |
| 1933/34                                                   | First Division    | 1      | 42 | 17 | 11 | 14 | 65  | 72  | -7  | 45  | 4.     |
| 1934/35                                                   | First Division    | 1      | 42 | 20 | 8  | 14 | 82  | 67  | +15 | 48  | 4.     |
| 1935/36                                                   | First Division    | 1      | 42 | 17 | 8  | 17 | 68  | 60  | +8  | 42  | 9.     |
| 1936/37                                                   | First Division    | 1      | 42 | 22 | 13 | 7  | 107 | 61  | +46 | 57  | 1.     |
| 1937/38                                                   | First Division    | 1      | 42 | 14 | 8  | 20 | 80  | 77  | +3  | 36  | 21.    |
| 1938/39                                                   | Second Division   | 2      | 42 | 21 | 7  | 14 | 96  | 72  | +24 | 49  | 5.     |
| V letech 1939 až 1945 se nehrála žádná pravidelná soutěž. |                   |        |    |    |    |    |     |     |     |     |        |
| 1946/47                                                   | Second Division   | 2      | 42 | 26 | 10 | 6  | 78  | 35  | +43 | 62  | 1.     |
| 1947/48                                                   | First Division    | 1      | 42 | 15 | 12 | 15 | 52  | 47  | +5  | 42  | 10.    |
| 1948/49                                                   | First Division    | 1      | 42 | 15 | 15 | 12 | 47  | 51  | -4  | 45  | 7.     |
| 1949/50                                                   | First Division    | 1      | 42 | 8  | 13 | 21 | 36  | 68  | -32 | 29  | 21.    |
| 1950/51                                                   | Second Division   | 2      | 42 | 19 | 14 | 9  | 89  | 61  | +28 | 52  | 2.     |
| 1951/52                                                   | First Division    | 1      | 42 | 13 | 13 | 16 | 58  | 61  | -3  | 39  | 15.    |
| 1952/53                                                   | First Division    | 1      | 42 | 14 | 7  | 21 | 72  | 87  | -15 | 35  | 20.    |
| 1953/54                                                   | First Division    | 1      | 42 | 14 | 9  | 19 | 62  | 77  | -15 | 37  | 17.    |
| 1954/55                                                   | First Division    | 1      | 42 | 18 | 10 | 14 | 76  | 69  | +7  | 46  | 7.     |
| 1955/56                                                   | First Division    | 1      | 42 | 18 | 10 | 14 | 82  | 69  | +13 | 46  | 4.     |
| 1956/57                                                   | First Division    | 1      | 42 | 13 | 9  | 20 | 78  | 88  | -10 | 35  | 18.    |
| 1957/58                                                   | First Division    | 1      | 42 | 22 | 5  | 15 | 104 | 100 | +4  | 49  | 5.     |
| 1958/59                                                   | First Division    | 1      | 42 | 11 | 9  | 22 | 64  | 95  | -31 | 31  | 20.    |
| 1959/60                                                   | First Division    | 1      | 42 | 17 | 3  | 22 | 78  | 84  | -6  | 37  | 16.    |
| 1960/61                                                   | First Division    | 1      | 42 | 13 | 11 | 18 | 79  | 90  | -11 | 37  | 13.    |
| 1961/62                                                   | First Division    | 1      | 42 | 17 | 7  | 18 | 78  | 81  | -3  | 41  | 12.    |
| 1962/63                                                   | First Division    | 1      | 42 | 10 | 11 | 21 | 58  | 102 | -44 | 31  | 21.    |
| 1963/64                                                   | Second Division   | 2      | 42 | 18 | 10 | 14 | 84  | 66  | +18 | 46  | 6.     |
| 1964/65                                                   | Second Division   | 2      | 42 | 16 | 9  | 17 | 63  | 62  | +1  | 41  | 11.    |
| 1965/66                                                   | Second Division   | 2      | 42 | 22 | 15 | 5  | 76  | 44  | +32 | 59  | 1.     |
| 1966/67                                                   | First Division    | 1      | 42 | 12 | 15 | 15 | 43  | 52  | -9  | 39  | 15.    |
| 1967/68                                                   | First Division    | 1      | 42 | 26 | 6  | 10 | 86  | 43  | +43 | 58  | 1.     |
| 1968/69                                                   | First Division    | 1      | 42 | 15 | 10 | 17 | 64  | 55  | +9  | 40  | 13.    |
| 1969/70                                                   | First Division    | 1      | 42 | 16 | 11 | 15 | 55  | 48  | +7  | 43  | 10.    |
| 1970/71                                                   | First Division    | 1      | 42 | 12 | 17 | 13 | 47  | 42  | +5  | 41  | 11.    |
| 1971/72                                                   | First Division    | 1      | 42 | 23 | 11 | 8  | 77  | 45  | +32 | 57  | 4.     |
| 1972/73                                                   | First Division    | 1      | 42 | 15 | 11 | 16 | 57  | 60  | -3  | 41  | 11.    |
| 1973/74                                                   | First Division    | 1      | 42 | 14 | 12 | 16 | 39  | 46  | -7  | 40  | 14.    |
| 1974/75                                                   | First Division    | 1      | 42 | 18 | 10 | 14 | 54  | 54  | 0   | 46  | 8.     |
| 1975/76                                                   | First Division    | 1      | 42 | 16 | 11 | 15 | 64  | 46  | +18 | 43  | 8.     |
| 1976/77                                                   | First Division    | 1      | 42 | 21 | 14 | 7  | 60  | 34  | +26 | 56  | 2.     |
| 1977/78                                                   | First Division    | 1      | 42 | 20 | 12 | 10 | 74  | 51  | +23 | 52  | 4.     |
| 1978/79                                                   | First Division    | 1      | 42 | 13 | 13 | 16 | 58  | 56  | +2  | 39  | 15.    |
| 1979/80                                                   | First Division    | 1      | 42 | 12 | 13 | 17 | 43  | 66  | -23 | 37  | 17.    |
| 1980/81                                                   | First Division    | 1      | 42 | 14 | 11 | 17 | 56  | 59  | -3  | 39  | 12.    |
| 1981/82                                                   | First Division    | 1      | 42 | 15 | 13 | 14 | 49  | 50  | -1  | 58  | 10.    |
| 1982/83                                                   | First Division    | 1      | 42 | 13 | 8  | 21 | 47  | 70  | -23 | 47  | 20.    |
| 1983/84                                                   | Second Division   | 2      | 42 | 20 | 10 | 12 | 66  | 48  | +18 | 70  | 4.     |
| 1984/85                                                   | Second Division   | 2      | 42 | 21 | 11 | 10 | 66  | 40  | +26 | 74  | 3.     |
| 1985/86                                                   | First Division    | 1      | 42 | 11 | 12 | 19 | 43  | 57  | -14 | 45  | 15.    |
| 1986/87                                                   | First Division    | 1      | 42 | 8  | 15 | 19 | 36  | 57  | -21 | 39  | 21.    |
| 1987/88                                                   | Second Division   | 2      | 44 | 19 | 8  | 17 | 80  | 60  | +20 | 65  | 9.     |
| 1988/89                                                   | Second Division   | 2      | 46 | 23 | 13 | 10 | 77  | 53  | +24 | 82  | 2.     |
| 1989/90                                                   | First Division    | 1      | 38 | 12 | 12 | 14 | 43  | 52  | -9  | 48  | 14.    |
| 1990/91                                                   | First Division    | 1      | 38 | 17 | 11 | 10 | 64  | 53  | +11 | 62  | 5.     |
| 1991/92                                                   | First Division    | 1      | 42 | 20 | 10 | 12 | 61  | 48  | +13 | 70  | 5.     |
| 1992/93                                                   | Premier League    | 1      | 42 | 15 | 12 | 15 | 56  | 51  | +5  | 57  | 9.     |
| 1993/94                                                   | Premier League    | 1      | 42 | 9  | 18 | 15 | 38  | 49  | -11 | 45  | 16.    |
| 1994/95                                                   | Premier League    | 1      | 42 | 12 | 13 | 17 | 53  | 64  | -11 | 49  | 17.    |
| 1995/96                                                   | Premier League    | 1      | 38 | 9  | 11 | 18 | 33  | 58  | -25 | 38  | 18.    |
| 1996/97                                                   | First Division    | 2      | 46 | 17 | 10 | 19 | 59  | 60  | -1  | 61  | 14.    |
| 1997/98                                                   | First Division    | 2      | 46 | 12 | 12 | 22 | 56  | 57  | -1  | 48  | 22.    |
| 1998/99                                                   | Second Division   | 3      | 46 | 22 | 16 | 8  | 69  | 33  | +36 | 82  | 3.     |
| 1999/00                                                   | First Division    | 2      | 46 | 26 | 11 | 9  | 78  | 40  | +38 | 89  | 2.     |
| 2000/01                                                   | Premier League    | 1      | 38 | 8  | 10 | 20 | 41  | 65  | -24 | 34  | 18.    |
| 2001/02                                                   | First Division    | 2      | 46 | 31 | 6  | 9  | 108 | 52  | +56 | 99  | 1.     |
| 2002/03                                                   | Premier League    | 1      | 38 | 15 | 6  | 17 | 47  | 54  | -7  | 51  | 9.     |
| 2003/04                                                   | Premier League    | 1      | 38 | 9  | 14 | 15 | 55  | 54  | +1  | 41  | 16.    |
| 2004/05                                                   | Premier League    | 1      | 38 | 13 | 13 | 12 | 47  | 39  | +8  | 52  | 8.     |
| 2005/06                                                   | Premier League    | 1      | 38 | 13 | 4  | 21 | 43  | 48  | -5  | 43  | 15.    |
| 2006/07                                                   | Premier League    | 1      | 38 | 11 | 9  | 18 | 29  | 44  | -15 | 42  | 14.    |
| 2007/08                                                   | Premier League    | 1      | 38 | 15 | 10 | 13 | 45  | 53  | -8  | 55  | 9.     |
| 2008/09                                                   | Premier League    | 1      | 38 | 15 | 5  | 18 | 58  | 50  | +8  | 50  | 10.    |
| 2009/10                                                   | Premier League    | 1      | 38 | 18 | 13 | 7  | 73  | 45  | +28 | 67  | 5.     |
| 2010/11                                                   | Premier League    | 1      | 38 | 21 | 8  | 9  | 60  | 33  | +27 | 71  | 3.     |
| 2011/12                                                   | Premier League    | 1      | 38 | 28 | 5  | 5  | 93  | 29  | +64 | 89  | 1.     |
| 2012/13                                                   | Premier League    | 1      | 38 | 23 | 9  | 6  | 66  | 34  | +32 | 78  | 2.     |
| 2013/14                                                   | Premier League    | 1      | 38 | 27 | 5  | 6  | 102 | 37  | +65 | 86  | 1.     |
| 2014/15                                                   | Premier League    | 1      | 38 | 24 | 7  | 7  | 83  | 38  | +45 | 79  | 2.     |
| 2015/16                                                   | Premier League    | 1      | 38 | 19 | 9  | 10 | 71  | 41  | +30 | 66  | 4.     |
| 2016/17                                                   | Premier League    | 1      | 38 | 23 | 9  | 6  | 80  | 39  | +41 | 78  | 3.     |
| 2017/18                                                   | Premier League    | 1      | 38 | 32 | 4  | 2  | 106 | 27  | +79 | 100 | 1.     |
| 2018/19                                                   | Premier League    | 1      | 38 | 32 | 2  | 4  | 95  | 23  | +72 | 98  | 1.     |
| 2019/20                                                   | Premier League    | 1      | 38 | 26 | 3  | 9  | 102 | 35  | +67 | 81  | 2.     |
| 2020/21                                                   | Premier League    | 1      | 38 | 27 | 5  | 6  | 83  | 32  | +51 | 86  | 1.     |
| 2021/22                                                   | Premier League    | 1      | 38 | 29 | 6  | 3  | 99  | 26  | +73 | 93  | 1.     |
| 2022/23                                                   | Premier League    | 1      | 38 | 28 | 5  | 5  | 94  | 33  | +61 | 89  | 1.     |
| 2023/24                                                   | Premier League    | 1      | 38 | 28 | 7  | 3  | 96  | 34  | +62 | 91  | 1.     |
| 2024/25                                                   | Premier League    | 1      | 38 |    |    |    |     |     |     | '   | '      |

Poznámky:
- 1891/92: Klub se stal po sezóně členem Football League, respektive její nově založené Second Division.

## Účast v evropských pohárech
| Ročník  | Soutěž                       | Kolo               | Klub                                | Doma | Venku | Celkem   |
| ------- | ---------------------------- | ------------------ | ----------------------------------- | ---- | ----- | -------- |
| 1968/69 | Pohár mistrů evropských zemí | 1. kolo            | Fenerbahçe                          | 0:0  | 1:2   | 1:2      |
| 1969/70 | Pohár vítězů pohárů          | 1. kolo            | Athletic Bilbao                     | 3:0  | 3:3   | 6:3      |
| 1969/70 | Pohár vítězů pohárů          | 2. kolo            | Lierse SK                           | 5:0  | 3:0   | 8:0      |
| 1969/70 | Pohár vítězů pohárů          | Čtvrtfinále        | Académica de Coimbra                | 1:0  | 0:0   | 1:0      |
| 1969/70 | Pohár vítězů pohárů          | Semifinále         | FC Schalke 04                       | 5:1  | 0:1   | 5:2      |
| 1969/70 | Pohár vítězů pohárů          | Finále             | Górnik Zabrze                       | 2:1  | 2:1   | 2:1      |
| 1970/71 | Pohár vítězů pohárů          | 1. kolo            | Linfield FC                         | 1:0  | 1:2   | 2:2      |
| 1970/71 | Pohár vítězů pohárů          | 2. kolo            | Budapest Honvéd FC                  | 2:0  | 1:0   | 3:0      |
| 1970/71 | Pohár vítězů pohárů          | Čtvrtfinále        | Górnik Zabrze                       | 2:0  | 0:2   | 2:2      |
| 1970/71 | Pohár vítězů pohárů          | Semifinále         | Chelsea FC                          | 0:1  | 0:1   | 0:2      |
| 1972/73 | Pohár UEFA                   | 1. kolo            | Valencia CF                         | 2:2  | 1:2   | 3:4      |
| 1976/77 | Pohár UEFA                   | 1. kolo            | Juventus FC                         | 1:0  | 0:2   | 1:2      |
| 1977/78 | Pohár UEFA                   | 1. kolo            | Widzew Łódź                         | 2:2  | 0:0   | 2:2      |
| 1978/79 | Pohár UEFA                   | 1. kolo            | FC Twente                           | 3:2  | 1:1   | 4:3      |
| 1978/79 | Pohár UEFA                   | 2. kolo            | Standard Liège                      | 4:0  | 0:2   | 4:2      |
| 1978/79 | Pohár UEFA                   | 3. kolo            | AC Milan                            | 3:0  | 2:2   | 5:2      |
| 1978/79 | Pohár UEFA                   | Čtvrtfinále        | Borussia Mönchengladbach            | 2:2  | 1:3   | 3:5      |
| 2003/04 | Pohár UEFA                   | Předkolo           | Total Network Solutions             | 5:0  | 2:0   | 7:0      |
| 2003/04 | Pohár UEFA                   | 2. kolo            | KSC Lokeren                         | 3:2  | 1:0   | 4:2      |
| 2003/04 | Pohár UEFA                   | 3. kolo            | KS Dyskobolia Grodzisk Wielkopolski | 1:1  | 0:0   | 1:1      |
| 2008/09 | Pohár UEFA                   | 1. předkolo        | EB/Streymur                         | 2:0  | 2:0   | 4:0      |
| 2008/09 | Pohár UEFA                   | 2. předkolo        | FC Midtjylland                      | 0:1  | 1:0   | 1:1      |
| 2008/09 | Pohár UEFA                   | 1. kolo            | AC Omonia                           | 2:1  | 2:1   | 4:2      |
| 2008/09 | Pohár UEFA                   | Základní skupina A | FC Twente                           | 3:2  |       | 1. místo |
| 2008/09 | Pohár UEFA                   | Základní skupina A | FC Schalke 04                       |      | 2:0   | 1. místo |
| 2008/09 | Pohár UEFA                   | Základní skupina A | Paris Saint-Germain FC              | 0:0  |       | 1. místo |
| 2008/09 | Pohár UEFA                   | Základní skupina A | Racing de Santander                 |      | 0:2   | 1. místo |
| 2008/09 | Pohár UEFA                   | Šestnáctifinále    | FC København                        | 2:1  | 2:2   | 4:3      |
| 2008/09 | Pohár UEFA                   | Osmifinále         | Aalborg BK                          | 2:0  | 0:2   | 2:2      |
| 2008/09 | Pohár UEFA                   | Čtvrtfinále        | Hamburger SV                        | 2:1  | 1:3   | 3:4      |
| 2010/11 | Evropská liga UEFA           | 4. předkolo        | FC Timişoara                        | 2:0  | 1:0   | 3:0      |
| 2010/11 | Evropská liga UEFA           | Základní skupina A | FC Red Bull Salzburg                | 3:0  | 2:0   | 1. místo |
| 2010/11 | Evropská liga UEFA           | Základní skupina A | Juventus FC                         | 1:1  | 1:1   | 1. místo |
| 2010/11 | Evropská liga UEFA           | Základní skupina A | KKS Lech Poznań                     | 3:1  | 1:3   | 1. místo |
| 2010/11 | Evropská liga UEFA           | Šestnáctifinále    | Aris Soluň                          | 3:0  | 0:0   | 3:0      |
| 2010/11 | Evropská liga UEFA           | Osmifinále         | FK Dynamo Kyjev                     | 1:0  | 0:2   | 1:2      |
| 2011/12 | Liga mistrů UEFA             | Základní skupina A | SSC Napoli                          | 1:1  | 1:2   | 3. místo |
| 2011/12 | Liga mistrů UEFA             | Základní skupina A | FC Bayern Mnichov                   | 2:0  | 0:2   | 3. místo |
| 2011/12 | Liga mistrů UEFA             | Základní skupina A | Villarreal CF                       | 2:1  | 3:0   | 3. místo |
| 2011/12 | Evropská liga UEFA           | Šestnáctifinále    | FC Porto                            | 4:0  | 2:1   | 6:1      |
| 2011/12 | Evropská liga UEFA           | Osmifinále         | Sporting CP                         | 3:2  | 0:1   | 3:3      |
| 2012/13 | Liga mistrů UEFA             | Základní skupina D | Real Madrid CF                      | 1:1  | 2:3   | 4. místo |
| 2012/13 | Liga mistrů UEFA             | Základní skupina D | Borussia Dortmund                   | 1:1  | 0:1   | 4. místo |
| 2012/13 | Liga mistrů UEFA             | Základní skupina D | AFC Ajax                            | 2:2  | 1:3   | 4. místo |
| 2013/14 | Liga mistrů UEFA             | Základní skupina D | FC Viktoria Plzeň                   | 4:2  | 3:0   | 2. místo |
| 2013/14 | Liga mistrů UEFA             | Základní skupina D | FC Bayern Mnichov                   | 1:3  | 3:2   | 2. místo |
| 2013/14 | Liga mistrů UEFA             | Základní skupina D | PFK CSKA Moskva                     | 5:2  | 2:1   | 2. místo |
| 2013/14 | Liga mistrů UEFA             | Osmifinále         | FC Barcelona                        | 0:2  | 1:2   | 1:4      |
| 2014/15 | Liga mistrů UEFA             | Základní skupina E | FC Bayern Mnichov                   | 3:2  | 0:1   | 2. místo |
| 2014/15 | Liga mistrů UEFA             | Základní skupina E | PFK CSKA Moskva                     | 1:2  | 2:2   | 2. místo |
| 2014/15 | Liga mistrů UEFA             | Základní skupina E | AS Roma                             | 1:1  | 2:0   | 2. místo |
| 2014/15 | Liga mistrů UEFA             | Osmifinále         | FC Barcelona                        | 1:2  | 0:1   | 1:3      |
| 2015/16 | Liga mistrů UEFA             | Základní skupina D | Juventus FC                         | 1:2  | 0:1   | 1. místo |
| 2015/16 | Liga mistrů UEFA             | Základní skupina D | Borussia Mönchengladbach            | 4:2  | 2:1   | 1. místo |
| 2015/16 | Liga mistrů UEFA             | Základní skupina D | Sevilla FC                          | 2:1  | 3:1   | 1. místo |
| 2015/16 | Liga mistrů UEFA             | Osmifinále         | FK Dynamo Kyjev                     | 0:0  | 3:1   | 3:1      |
| 2015/16 | Liga mistrů UEFA             | Čtvrtfinále        | Paris Saint-Germain FC              | 1:0  | 2:2   | 3:2      |
| 2015/16 | Liga mistrů UEFA             | Semifinále         | Real Madrid                         | 0:0  | 0:1   | 0:1      |
| 2016/17 | Liga mistrů UEFA             | Základní skupina C | Borussia Mönchengladbach            | 4:0  | 1:1   | 2. místo |
| 2016/17 | Liga mistrů UEFA             | Základní skupina C | Celtic FC                           | 1:1  | 3:3   | 2. místo |
| 2016/17 | Liga mistrů UEFA             | Základní skupina C | FC Barcelona                        | 3:1  | 0:4   | 2. místo |
| 2016/17 | Liga mistrů UEFA             | Osmifinále         | AS Monaco FC                        | 5:3  | 1:3   | 6:6 (v)  |
| 2017/18 | Liga mistrů UEFA             | Základní skupina F | Feyenoord                           | 1:0  | 4:0   | 1. místo |
| 2017/18 | Liga mistrů UEFA             | Základní skupina F | FK Šachtar Doněck                   | 2:0  | 1:2   | 1. místo |
| 2017/18 | Liga mistrů UEFA             | Základní skupina F | SSC Neapol                          | 2:1  | 4:2   | 1. místo |
| 2017/18 | Liga mistrů UEFA             | Osmifinále         | FC Basel                            | 1:2  | 4:0   | 5:2      |
| 2017/18 | Liga mistrů UEFA             | Čtvrtfinále        | Liverpool FC                        | 1:2  | 0:3   | 1:5      |
| 2018/19 | Liga mistrů UEFA             | Základní skupina F | Olympique Lyonnais                  | 1:2  | 2:2   | 1. místo |
| 2018/19 | Liga mistrů UEFA             | Základní skupina F | TSG 1899 Hoffenheim                 | 2:1  | 2:1   | 1. místo |
| 2018/19 | Liga mistrů UEFA             | Základní skupina F | FK Šachtar Doněck                   | 6:0  | 3:0   | 1. místo |
| 2018/19 | Liga mistrů UEFA             | Osmifinále         | FC Schalke 04                       | 7:0  | 3:2   | 10:2     |
| 2018/19 | Liga mistrů UEFA             | Čtvrtfinále        | Tottenham Hotspur FC                | 4:3  | 0:1   | 4:4 (v)  |
| 2019/20 | Liga mistrů UEFA             | Základní skupina C | FK Šachtar Doněck                   | 1:1  | 3:0   | 1. místo |
| 2019/20 | Liga mistrů UEFA             | Základní skupina C | GNK Dinamo Zagreb                   | 2:0  | 4:1   | 1. místo |
| 2019/20 | Liga mistrů UEFA             | Základní skupina C | Atalanta BC                         | 5:1  | 1:1   | 1. místo |
| 2019/20 | Liga mistrů UEFA             | Osmifinále         | Real Madrid                         | 2:1  | 2:1   | 4:2      |
| 2019/20 | Liga mistrů UEFA             | Čtvrtfinále        | Olympique Lyonnais                  | 1:3  | 1:3   |          |
| 2020/21 | Liga mistrů UEFA             | Základní skupina C | FC Porto                            | 3:1  | 0:0   | 1. místo |
| 2020/21 | Liga mistrů UEFA             | Základní skupina C | Olympiakos Pireus                   | 3:0  | 1:0   | 1. místo |
| 2020/21 | Liga mistrů UEFA             | Základní skupina C | Olympique Marseille                 | 3:0  | 3:0   | 1. místo |
| 2020/21 | Liga mistrů UEFA             | Osmifinále         | Borussia Mönchengladbach            | 2:0  | 2:0   | 4:0      |
| 2020/21 | Liga mistrů UEFA             | Čtvrtfinále        | Borussia Dortmund                   | 2:1  | 2:1   | 4:2      |
| 2020/21 | Liga mistrů UEFA             | Semifinále         | Paris Saint-Germain FC              | 2:1  | 2:0   | 4:1      |
| 2020/21 | Liga mistrů UEFA             | Finále             | Chelsea FC                          | 1:2  | 1:2   | 1:2      |
| 2021/22 | Liga mistrů UEFA             | Základní skupina A | Paris Saint-Germain FC              | 2:1  | 0:2   | 1. místo |
| 2021/22 | Liga mistrů UEFA             | Základní skupina A | RB Leipzig                          | 6:3  | 1:2   | 1. místo |
| 2021/22 | Liga mistrů UEFA             | Základní skupina A | Club Brugge KV                      | 4:1  | 5:1   | 1. místo |
| 2021/22 | Liga mistrů UEFA             | Osmifinále         | Sporting CP                         | 5:0  | 0:0   | 5:0      |
| 2021/22 | Liga mistrů UEFA             | Čtvrtfinále        | Atlético Madrid                     | 1:0  | 0:0   | 1:0      |
| 2021/22 | Liga mistrů UEFA             | Semifinále         | Real Madrid                         | 4:3  | 1:3   | 5:6      |